# 语言本地化
语言在地化，是指将一个国家、地域的产品进行翻译和调整，使之克服语言使用和文化背景的障碍，可供另一个国家、地域的人使用，让他们觉得该产品来自当地。语言在地化是产品国际化和在地化的第二个阶段，为的是吸引更多来自不同市场的当地用户。
语言在地化常被简称为“在地化”，但需与更广义的“在地化”和“翻译”进行区分。语言在地化特指语言文化层面上的在地化，在语言服务行业中，单使用“在地化”不会造成歧义。语言在地化也不同于翻译，追求的并不是语言訊息上的对等，而是在地化的用户产品体验。这就要求对目标文化有全面的理解，在翻译的基础上对产品进行调整，使之满足当地用户的需求。在英文中，在地化的英文单词（localization）过长，常简称为L10N（用10来代表L和N之间省略的10个字母） 
需要进行在地化的产品种类不一，根据产品的类型，在地化通常还可以细分为软体在地化、游戏在地化、网站在地化，还有声音、影像等多媒体内容的在地化，单纯的文档翻译只占少数。有时候，同种语言的不同方言之间也需要进行在地化，比如德语，德国、奥地利、瑞士和比利时都使用德语，但是他们使用不同的德语方言，所以一个德语产品想要进入这几个市场，还是需要根据不同的方言进行在地化。

## 全球化，国际化与在地化
常与在地化一同提及的两个概念是全球化和国际化。在语言行业的语境下，全球化（页面存档备份，存于）是指为了让某个产品或某项服务进入国际市场而需进行的一系列筹备过程。包括跨语言和跨文化交流、产品和服务的在地化、了解国际贸易政策等等 。全球化意味着提前将不同语言文化背景的用户群纳入考量，并依此为产品或服务选定合适的设计开发方案，避免后续的一些技术问题，也减少该产品在在地化阶段所需的成本和时间。全球化作为一个整体的过程，主要包括了两个阶段，即国际化和在地化。 
全球化包含两个主要的技术过程：国际化和在地化。 
第一个阶段是国际化，是最初的筹备阶段，为的是让产品或服务能够支持多语言的运作，将软件与特定语言及地区解绑的过程。当软件改变到不同的语言及地区时，软件本身不用做内部工程上的改变，以达到简化流程的效果。举例来说，如果一个软件在设计时将显示在软件界面上的文字直接写在代码里，没有和其他代码区分开来，那么在软件的国际化阶段就需要将这些界面显示的文字和代码分开，以便在在地化阶段对这些文字进行提取和翻译。国际化阶段还需要注意一些具有语言文化特色的元素，比如文字书写方向、双字节的语言等等。国际化可以促进整个过程的顺利进行，并大大减少所需的时间和开支。和在地化一样，国际化的英文单词（internationalization）很长，因此常简称为i18n（用18来代表i和n之间省略的18个字母）。
在地化是第二个阶段。在基本的文字翻译以外，还需要考虑使用的图片、图表是否面向目标市场；产品的设计能否确保另一种语言的内容也可以完整呈现；产品是否采用目标市场的货币和单位；产品是否使用目标市场日期、地址和电话号码的书写格式；产品是否符合目标市场的相关法律法规等等。  
在每个阶段的最后，会进行产品测试（包括品质保证 ）以确保所有功能正常工作并达到品质要求。

### 翻译与在地化
一般来说，很难将在地化和翻译划清界线。翻译中语言文字訊息上的转换也是在地化过程中的重要一环，但除此之外在地化还需将非语言层面的一些元素充分纳入考量，并做出相应的调整。可能需要调整的包括产品或服务中的图像表格，使用的货币，选择的颜色，借用的文化意象，还有时间、日期、地址和电话的格式等等。做出这些调整是为了避免原产品或原服务与目标市场的文化习俗和日常习惯发生冲突，确保产品或服务能够确实有效地满足目标市场用户的需要。举例来说，网站在地化就是以翻译过的原网站为基础，根据目标市场的语言文化和风俗习惯对网页内容和设计做出相应调整，为不同市场打造量身定制的网站。 
但在地化过程中需要注意的一点是国家、语言和文化这三个概念之间不能划上等号，不能理所当然地认为一个国家就都使用同一种语言，或者一个国家就都拥有相同的文化背景等等。即使在那些大部分人口都使用同一种语言的国家，也一定有着多种多样的文化，以及使用不同语言的少数族群。比如日本的语言使用情况，日本的标准语是日语，但还是部分人口使用琉球語这样的地区语言，阿伊努语这样的少数语言，还有汉语和韩语这样的外国语言。

## 在地化技术
翻译和在地化行业越来越注重相关技术的开发和使用。在翻译、编辑和审校等阶段都有相应的技术支援。技术的使用能够大大提升项目各流程的效率，同时也便于品质管理。最常使用的在地化技术包括： 
- 翻译管理系统（TMS）
- 计算机辅助/辅助翻译（CAT）
- 机器翻译（MT）
- 翻译记忆库（TM）
- 与有API结合的内容管理系统（CMS）

翻译管理系统是一种自动化翻译过程中重复性的管理工作，并提升译者实际翻译效率的软件。翻译管理系统至少使用了两种技术，即流程管理技术和辅助译者的翻译技术。一般来说，流程管理技术可以监测原语内容中是否有变动或者更新，并将新的内容发送给译员和审校人员， 然后他们便可以通过互联网登入系统进行翻译和审校工作。 
翻译管理系统不仅可以帮助各流程提高效率，也可以收集项目的数据、生成报表，还能和其他技术（机器翻译、翻译记忆和品质管理工具等）进行整合，提供更全面的功能。

## 语言代码
语言代码是在地化过程中或不可缺的一个元素，可以使用语言代码来表示过程中涉及到的不同语言。语言代码有不同的标准。举例来说，欧盟文件使用的语言代码基于ISO639-1   4， 而HTML中使用的语言标签则是基于互联网工程任务组的最优现行方法（BCP）5。在项目中具体使用哪种标准依项目的具体情况而定。
语言代码最常使用的是主代码加副代码的书写格式。主代码小写，表示语言，副代码大写，表明国家，例如ISO3166-2规定的“en-GB”和“en-US”代表的就分别是英国的英语和美国的英语。主代码和副代码之间用连字符连接，有时候也用底线连接。    